# Кінгстон (аеропорт)
Міжнародний аеропорт «Кінгстон» імені Нормана Менлі (IATA: KIN, ICAO: MKJP), колишній аеропорт Палісадос — міжнародний аеропорт, який обслуговує столицю Ямайки — місто Кінгстон, і розташований на південь за 19 км від центру Кінгстона. Це другий за завантаженістю аеропорт в країні після міжнародного аеропорту імені Сангстера в курортному місті Монтего-Бей. у 2020 році зафіксовано 629 400 пасажирів, які прибувають, і 830 500 у 2021 році. З міжнародного аеропорту Нормана Менлі відправляється понад 130 міжнародних рейсів на тиждень. Аеропорт названий на честь державного діяча Ямайки Нормана Менлі, він є центром для авіакомпанії Caribbean Airlines. Він розташований на Томболо Палісадос в зовнішній гавані Кінгстона; з одного боку він розташований перед містом і Карибським морем.